# Heidebauernwirtschaft

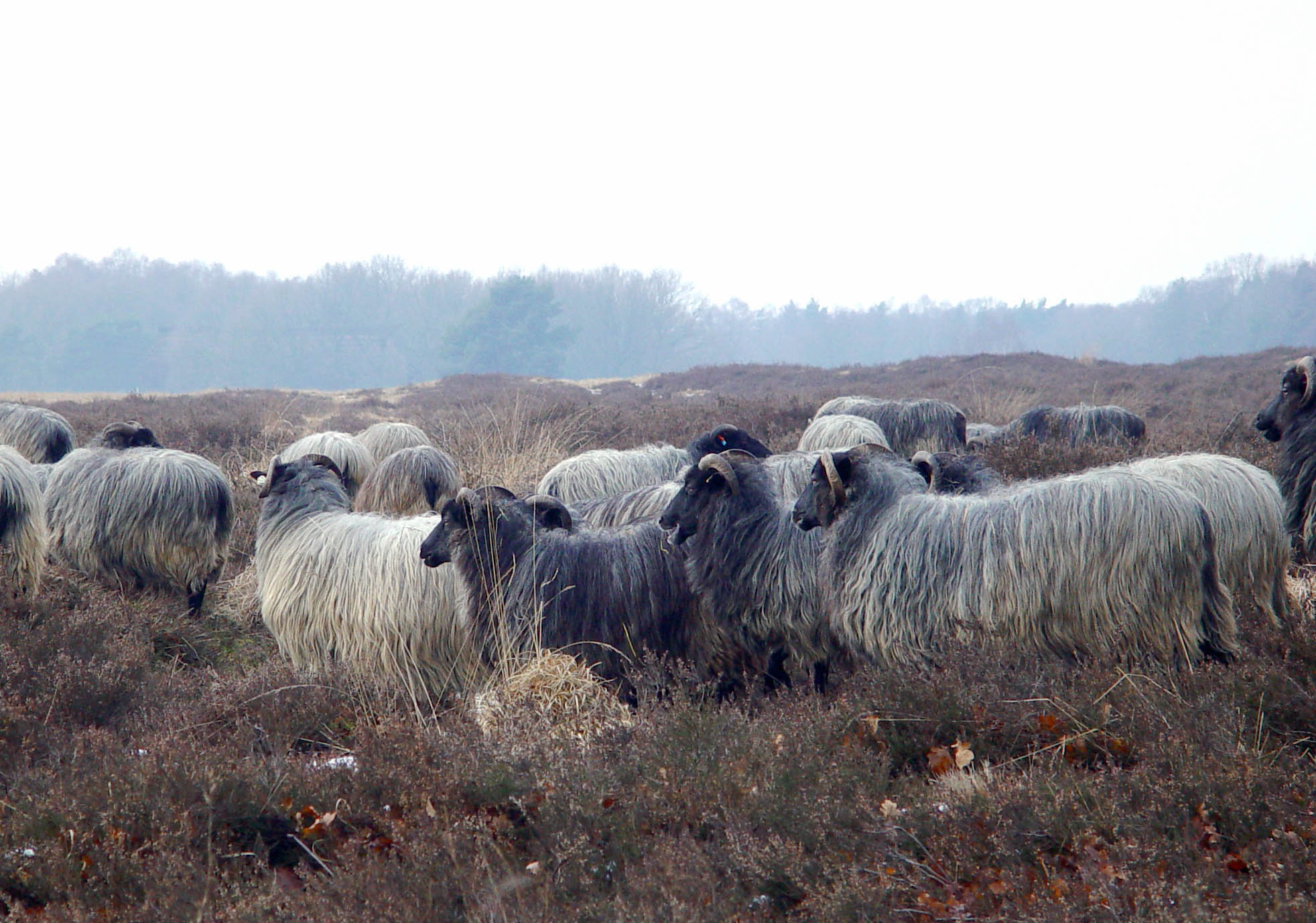
Heidschnucken als wesentlicher Bestandteil der Heidebauernwirtschaft

Die Heidebauernwirtschaft ist eine traditionelle Form der Landwirtschaft, die jahrhundertelang in den großflächigen Heidelandschaften Norddeutschlands betrieben wurde. Sie war einerseits die einzige Möglichkeit, die nährstoffarmen Böden der Region ertragreich zu nutzen, andererseits aber auch der Hauptgrund für die Verbreitung und weitere Ausbeutung der kargen Heideflächen. Grundlagen der Heidebauernwirtschaft bildeten die Heidschnuckenhaltung und die Heideimkerei.
Die Heidebauernwirtschaft wurde im Laufe des 19. Jahrhunderts unrentabel und nach und nach aufgegeben. Im niedersächsischen Wilsede ist die Heidebauernwirtschaft heute noch erlebbar. In dem kleinen Heidedorf mitten im Naturschutzgebiet Lüneburger Heide wird Viehhaltung und Ackerbau nach historischem Vorbild betrieben.

## Beschreibung

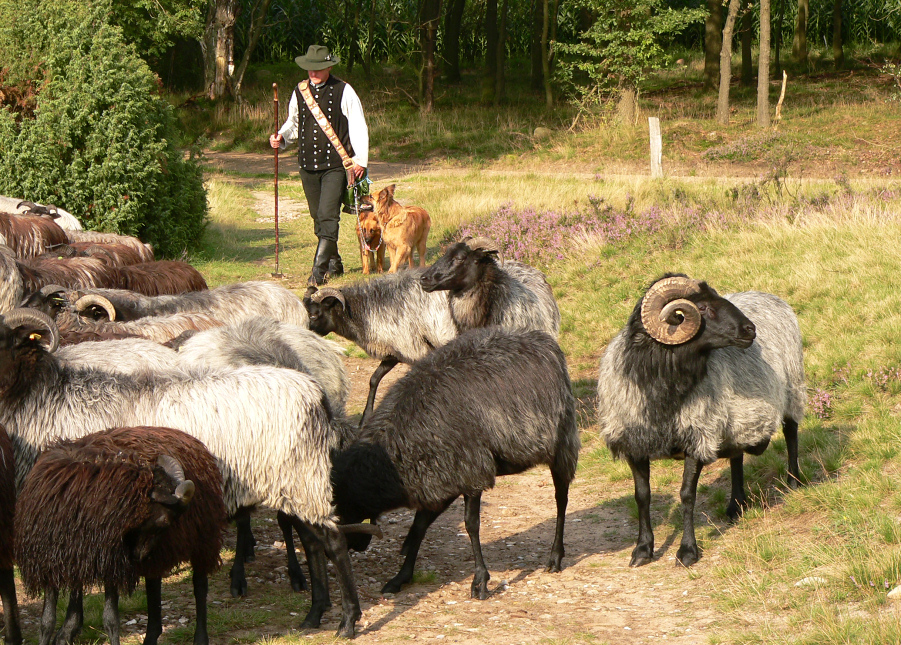
Heidschnuckenherde des Vereins Naturschutzpark mit Schäfer

Wichtigste Grundlage der Heidebauernwirtschaft war die Haltung von Heidschnucken. Diese anspruchslose Schafrasse weidete auf den Heideflächen; durch den ständigen Verbiss der Heidesträucher sorgten die Heidschnucken für eine Verjüngung der Heide, was Voraussetzung für eine gute Heideblüte war. Sie fraßen auch junge Baumsprosse und verhinderten so die Bewaldung der Heideflächen. Lediglich die stacheligen Wacholderpflanzen verschmähten die Tiere. Der Mensch nutzte sowohl die Wolle als auch das Fleisch der Heidschnucken sowie den Dung.
Charakteristisch für die Heidebauernwirtschaft war das sogenannte Plaggen der Heideflächen. Dabei wurde in mühsamer Arbeit der rund vier Zentimeter dicke, von Wurzeln durchsetzte Oberboden abgeplaggt, im Stall ausgelegt und dann zusammen mit dem Dung der Heidschnucken und Rinder kompostiert. Der nährstoffreiche Plaggenmist aus den Ställen wurde zur Düngung auf den kleinen Ackerflächen in Hofnähe aufgebracht. Dort konnte dann mehrere Jahre hintereinander Roggen angebaut werden. Wenn der Ertrag sank, wurde auf den genügsameren Sandhafer und schließlich auf Buchweizen umgestiegen. Danach ließ man den Dreesch-Acker mehrere Jahre brach liegen und nutzte ihn als Weidefläche beispielsweise für Ochsen. Ein neuer Zehn-Jahres-Kreislauf begann dann wieder mit der Plaggendüngung.
Die abgeplaggten Heideflächen erneuerten sich relativ schnell durch die natürliche Besamung und dienten dann wieder als Schnuckenweide. Stärker verholzte Heide wurde abgebrannt, um die gewünschte Verjüngung zu erreichen. Die Heidepflanzen wurden von den Bauern auch als Streu für das Vieh und nach der Verholzung als Heizmaterial verwendet.
Ein besonders wichtiger Faktor für den Lebensunterhalt der Heidebauern war auch die ertragreiche Heideimkerei mit der Herstellung und dem überörtlichen Verkauf von Honig und Bienenwachs. Neben Heidschnucken und Bienen wurden auch Rinder, Schweine und Pferde gehalten.

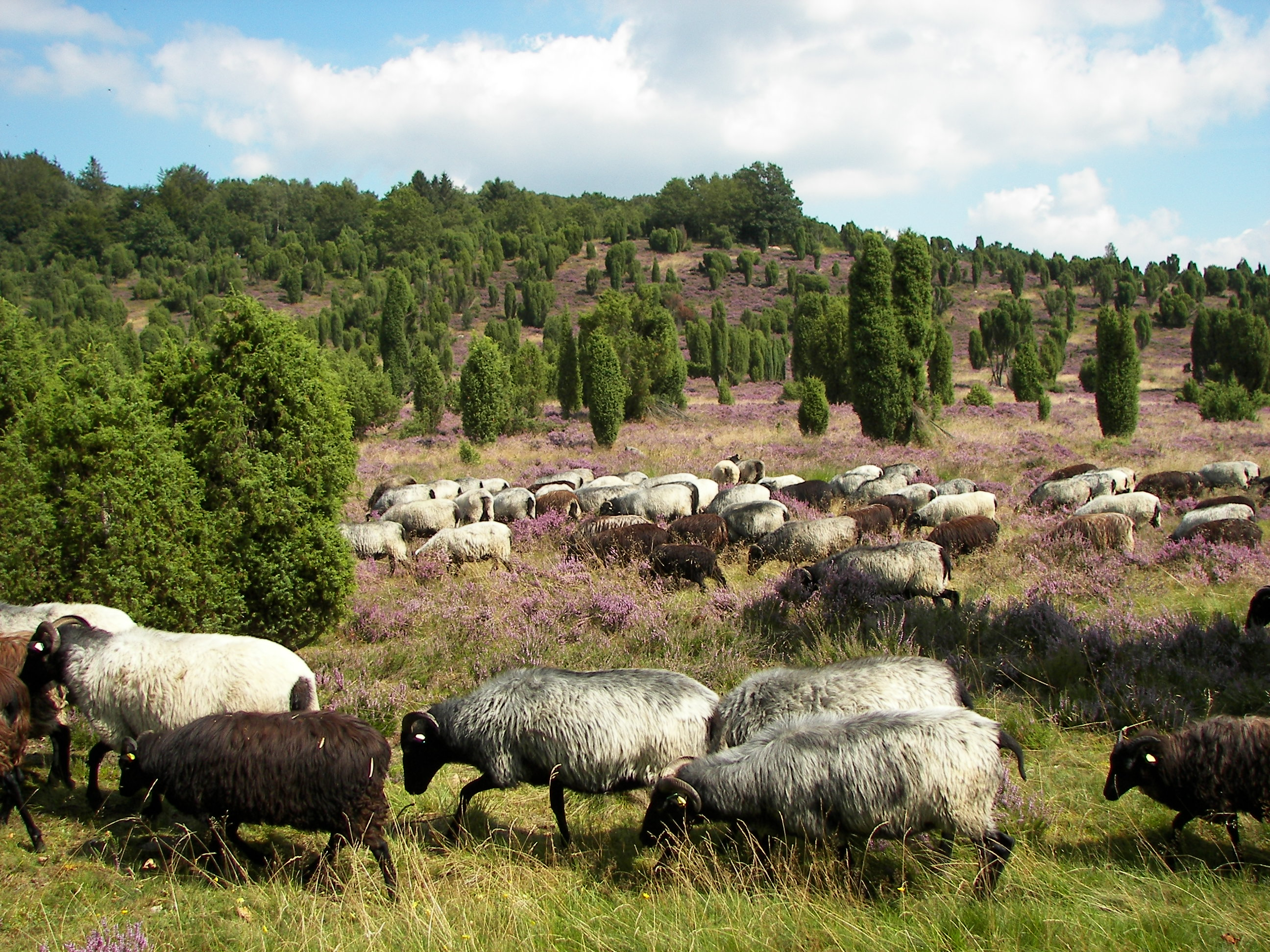
Weidende Heidschnucken
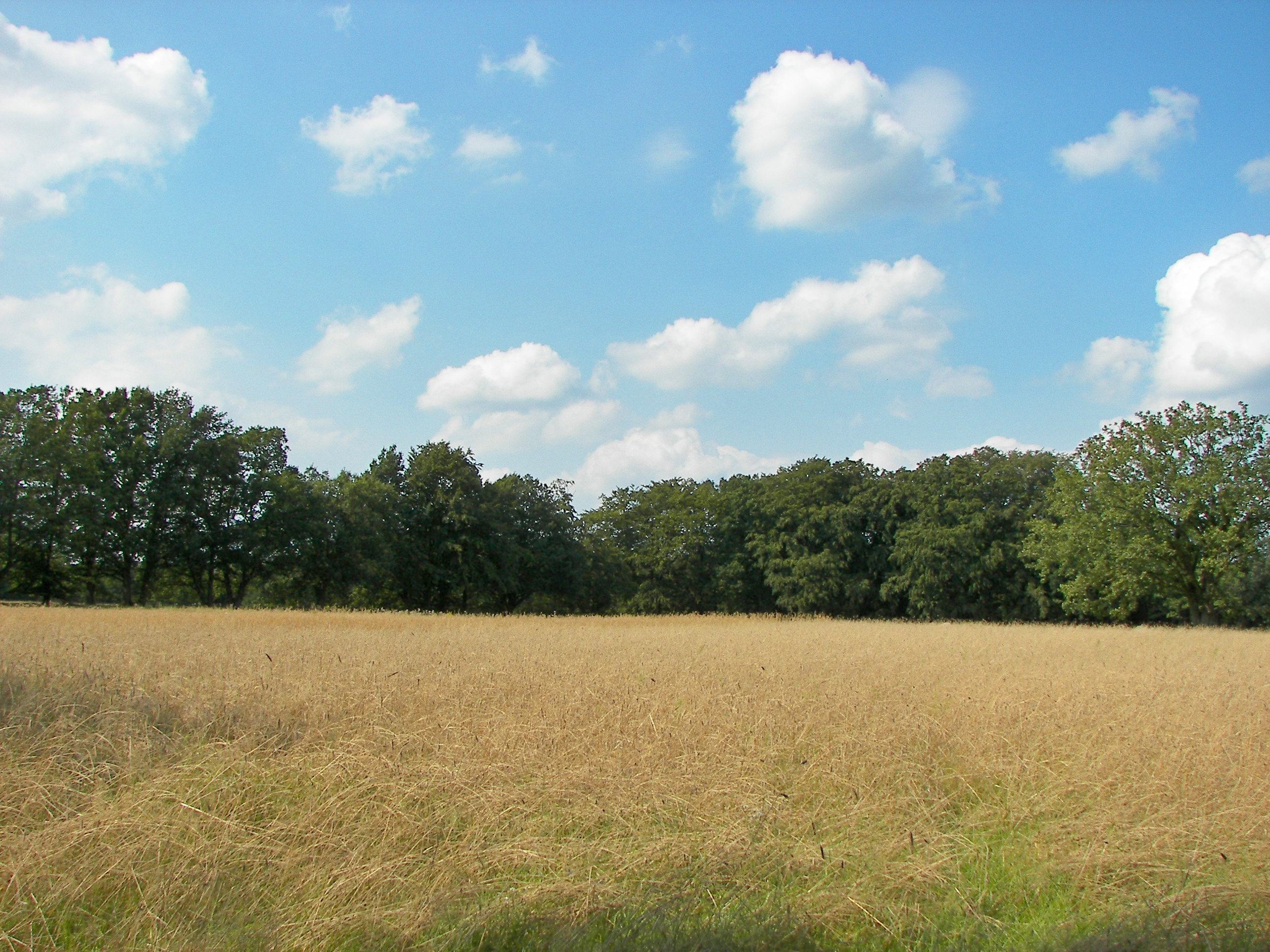
Roggenfeld bei Wilsede bei Anwendung traditioneller Anbaumethoden
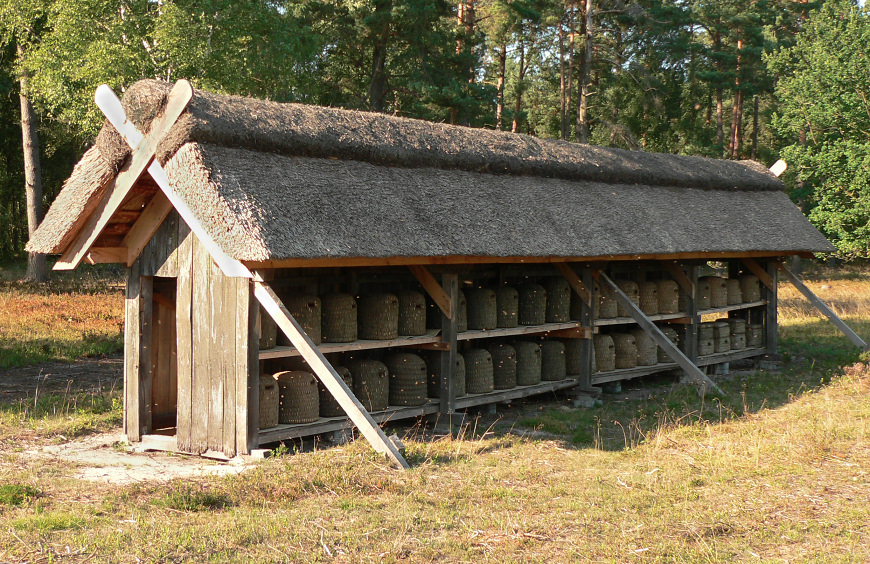
Traditionelle Bienenkörbe der Heideimkerei
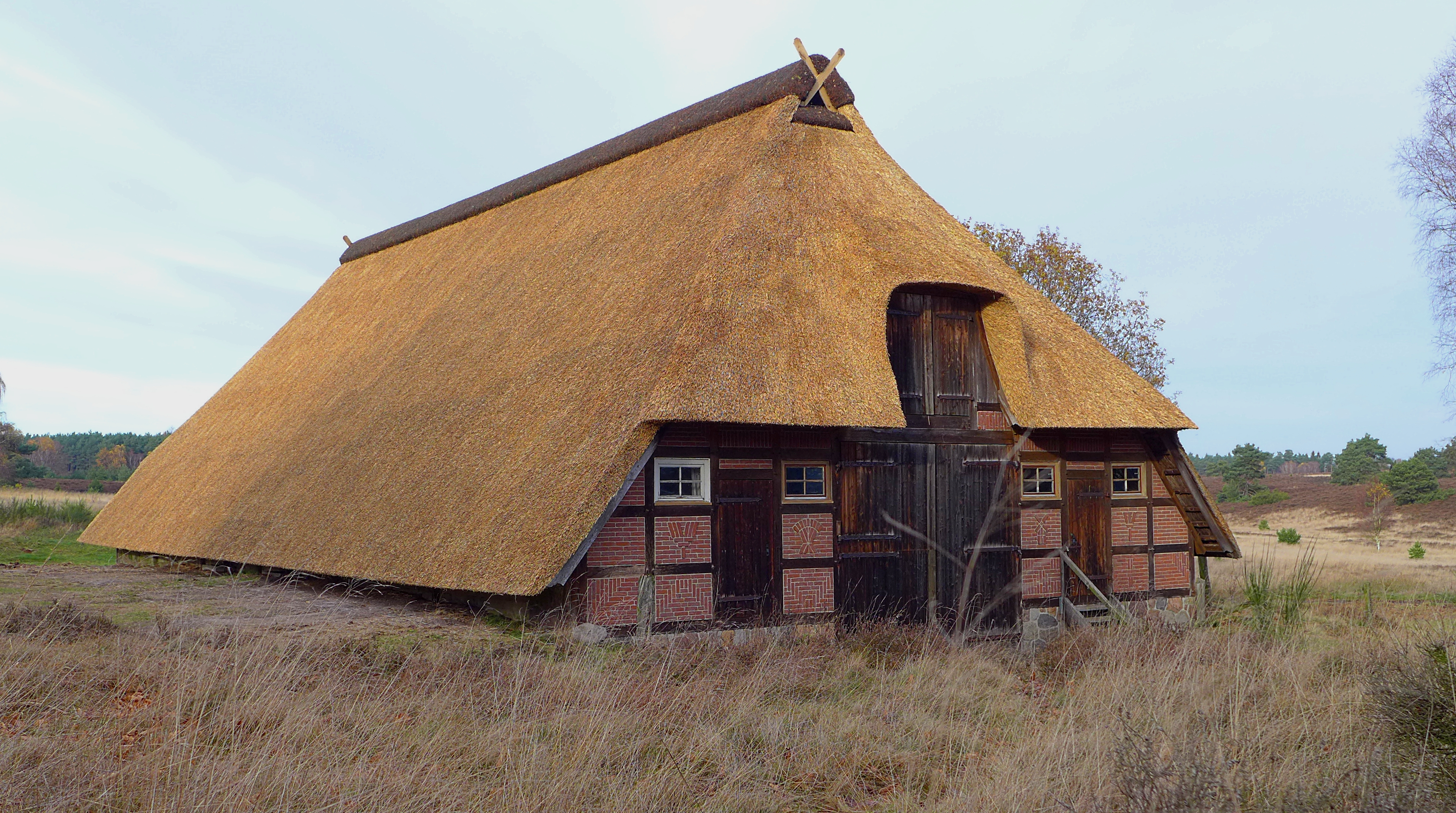
Heidschnuckenstall

## Geschichte

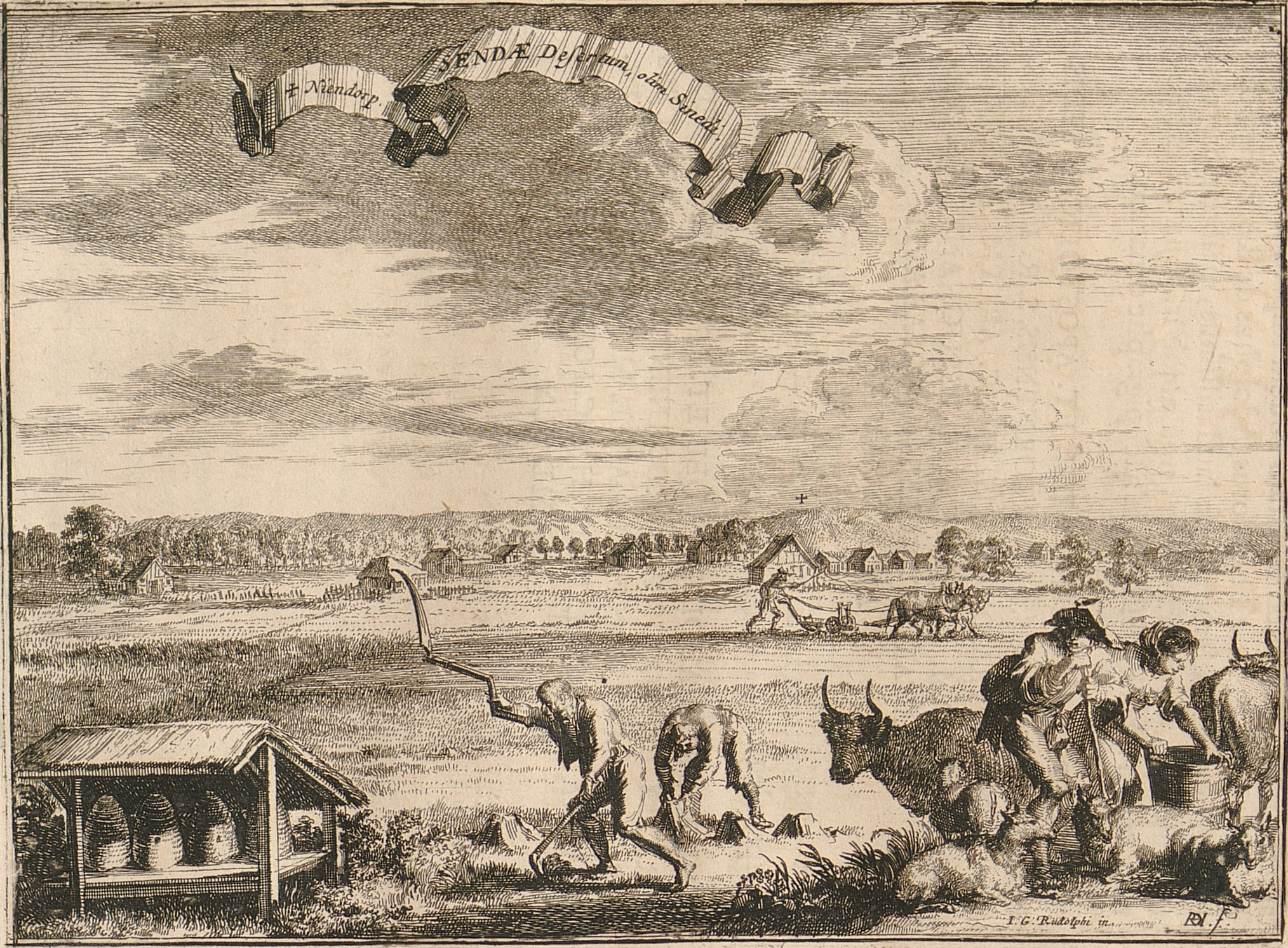
Historische Darstellung der Plaggendüngung

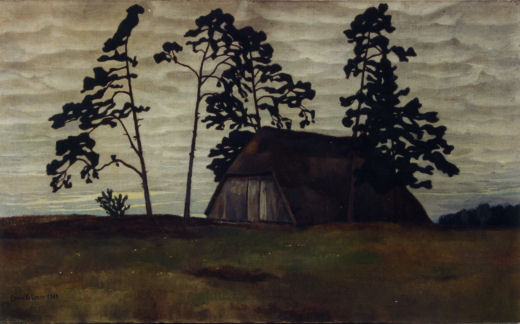
Traditioneller Schafstall auf einem Gemälde von Erwin Vollmer aus dem Jahr 1904

Etwa um 4000 vor Christus ließen sich die ersten Siedler dauerhaft in der Region nieder. Die Landschaft bestand zu dieser Zeit zu mehr als 80 Prozent aus Waldfläche. Für die Viehhaltung und die Einrichtung von Ackerflächen entstanden rund um die Siedlungen, teilweise durch Brandrodungen, riesige baumfreie Bereiche. In diesen teils sumpfigen Gebieten siedelte sich bald Calluna vulgaris (Besenheide) aus der Familie der Heidekräuter an.
Wegen des nährstoffarmen Bodens wurden die Ackerflächen zunächst sehr großflächig angelegt. Der karge Sandboden erschwerte den Anbau von Getreide und Weideflächen, durch Düngung (aus Rindviehhaltung) der Heideflächen wurden die Ackerflächen nutzbar gehalten, was die Fruchtbarkeit des Bodens aber weiter verschlechterte. Je größer der Bedarf an Dünger wurde, desto mehr Rinder wurden benötigt, was wiederum dazu führte, dass noch mehr Waldflächen für Weiden geopfert werden mussten und die Entstehung der kargen Heideflächen gefördert wurde.
Mit der Zeit entwickelten sich die sich ausbreitenden Heideflächen zum Hauptarbeitsbereich der Bauern. Die Unterhaltung der riesigen Flächen war schwierig, zu einem einstelligen Hof gehörten mindestens 300 Morgen Land, davon wurden ca. 40 Morgen jährlich durch Abplaggen, Abschlagen oder Abbrennen verjüngt.
Mehr als 1000 Jahre Heidebauernwirtschaft führten dazu, dass der Anteil der Waldflächen in der Region von über 80 Prozent auf lediglich fünf Prozent geschrumpft war. Ab Mitte des 19. Jahrhunderts konnte die öde und karge Landschaft ihre Bewohner nicht mehr ernähren. Waldweide für Rindvieh war fast vollständig verschwunden, über 70 Prozent der Fläche von Heide bedeckt. Die Heidebauernwirtschaft neigte sich bereits ab ca. 1800 dem Ende entgegen. Gründe waren neben dem Flächenmangel und der zunehmenden Verödung der Flächen durch zu häufiges Plaggen auch der Import von hochwertigerer Schafswolle aus Australien und Neuseeland und die langsame Ablösung der Kerze durch die Petroleumlampe sowie des Honigs durch den Rübenzucker. Der Bedarf an Produkten aus der Heide nahm also ab.
Einen Wandel für die Lüneburger Heide gab es zum Ende der ersten Hälfte des 19. Jahrhunderts durch die Gemeinheitsteilung und die Ablösung der grundherrlichen Lasten. Grundstücke wurden zusammengelegt und die Bauern wurden Eigentümer ihrer Höfe, wodurch sich die Situation etwas verbesserte. In der Folge führte die modernisierte Landwirtschaft und die Entwicklung des Mineraldüngers dazu, dass die Heide zunehmend durch Weide- und Ackerflächen verdrängt wurde.
1906 erwarb der Pastor Wilhelm Bode mit dem Totengrund nahe dem Wilseder Berg eine größere Heidefläche, um diese zu erhalten und vor Bebauung, Aufforstung oder Umwandlung in Ackerland zu schützen. Daraus entstand 1921 das Naturschutzgebiet Lüneburger Heide, das heute rund 23.440 Hektar umfasst. Hier gibt es noch sieben Heidschnuckenherden, die traditionell gehalten werden, dies sind aber zu wenige, um eine Verjüngung und damit Erhaltung der Heide zu gewährleisten. Es ist also beispielsweise notwendig, junge Bäume per Hand zu entfernen (sogenannte Entkusselung). In Wilsede und Umgebung wurde der typische Charakter eines Heidedorfes weitestgehend erhalten. Neben der Heidschnuckenhaltung und der Pflege der Heideflächen wird hier auch noch traditionelle Heideimkerei und der Ackerbau in wechselnder Fruchtfolge nach historischem Vorbild betrieben.

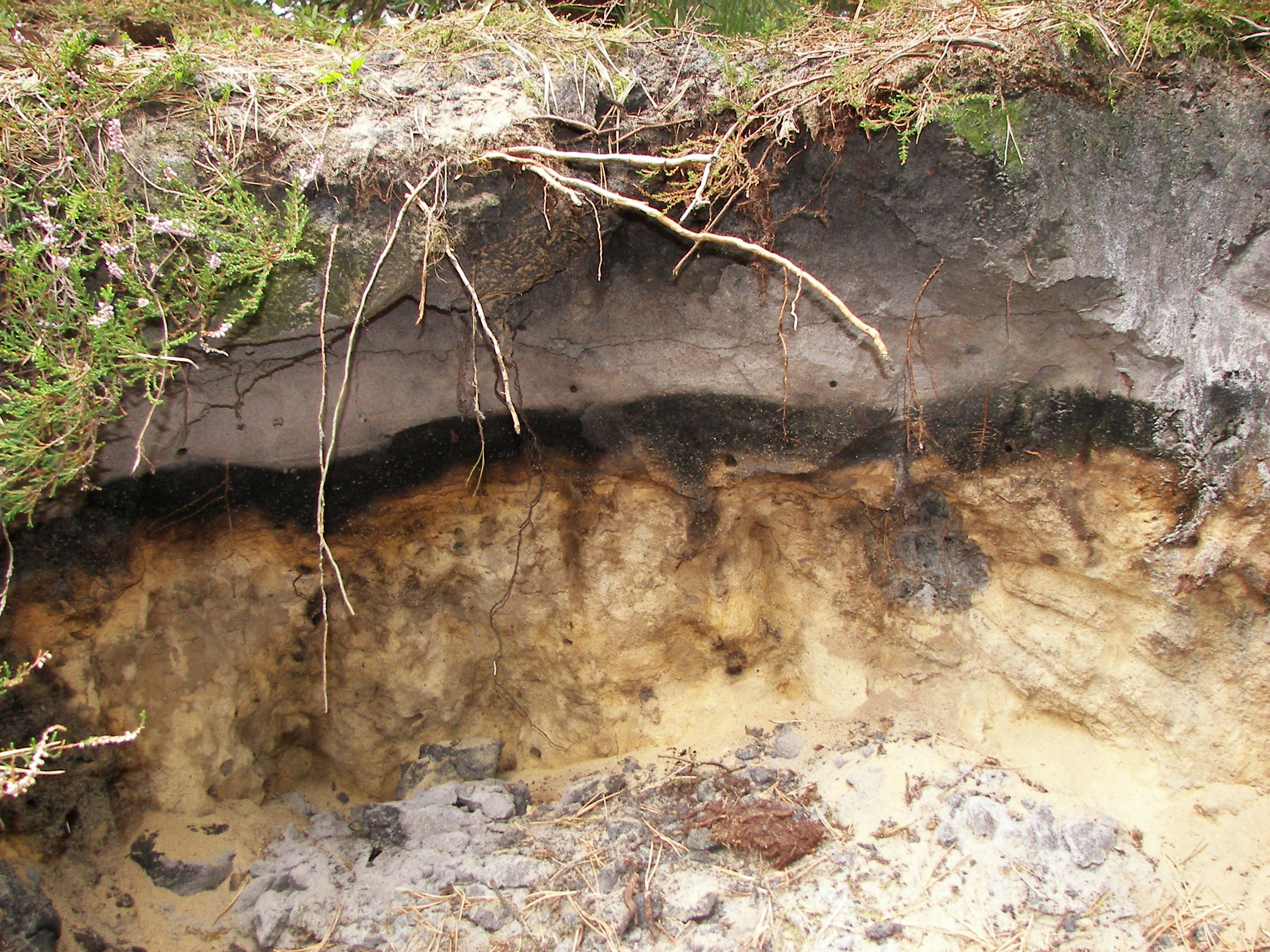
Bodenprofil in der Lüneburger Heide: Heidepodsol mit Ortstein
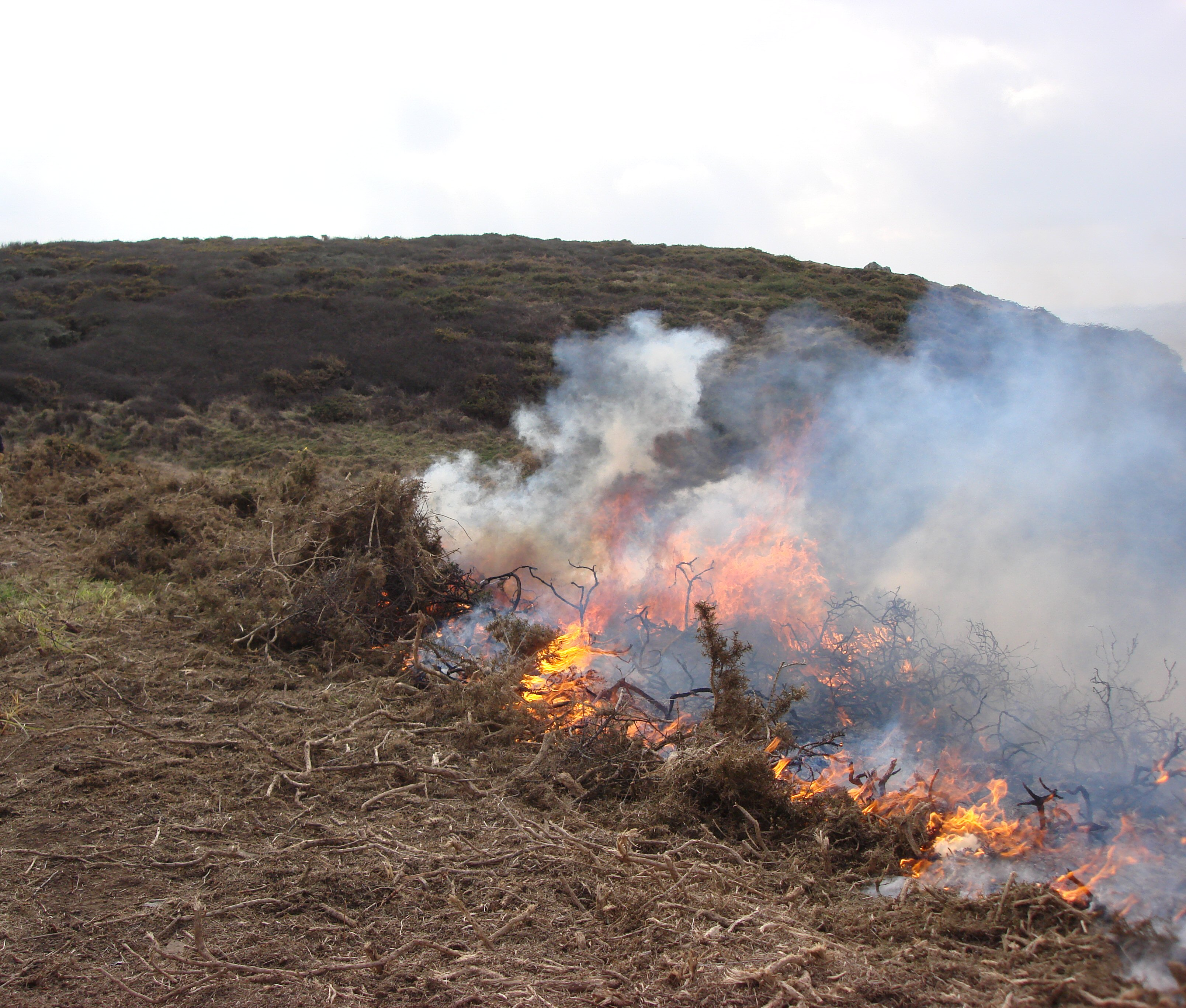
Brandrodung auf Heideflächen